# 한스 린베르
한스 오타르 린베르 토마손(덴마크어: Hans Óttar Lindberg Tómasson, 1981년 8월 1일~)은 덴마크의 핸드볼 선수로 포지션은 라이트윙이다. 현재 덴마크 2부 리그의 HØJ 엘리트 소속으로 활동하고 있으며 덴마크 핸드볼 국가대표팀의 일원으로 활동했다. 
덴마크 대표팀의 일원으로 308경기에 출전하여 덴마크 대표팀 역대 출전 기록 2위에 올랐으며 2024년 하계 올림픽 남자 핸드볼 종목에서 금메달을 획득했다. 또한 세계 선수권 대회에서 금메달 2개, 은메달 2개, 유럽 선수권 대회에서 금메달 2개, 은메달 2개, 동메달 1개를 획득했다.